# ناتالیا لاوریننکو
ناتالیا لاوریننکو (بلاروسی: Наталля Пятроўна Лаўрыненка؛ زادهٔ ۳۰ مارس ۱۹۷۷) قایقران روئینگ اهل بلاروس است.